# Adenomera diptyx
Adenomera diptyx és una espècie de granota que viu a l'Argentina, Bolívia, el Paraguai i, possiblement també, el Brasil.